# ハリソン・ハイタワー三世
ハリソン・ハイタワー三世(Harrison Hightower III)は、東京ディズニーシーにあるアトラクション「タワー・オブ・テラー」のバックグラウンドストーリーに登場する架空の人物。S.E.A.に所属。

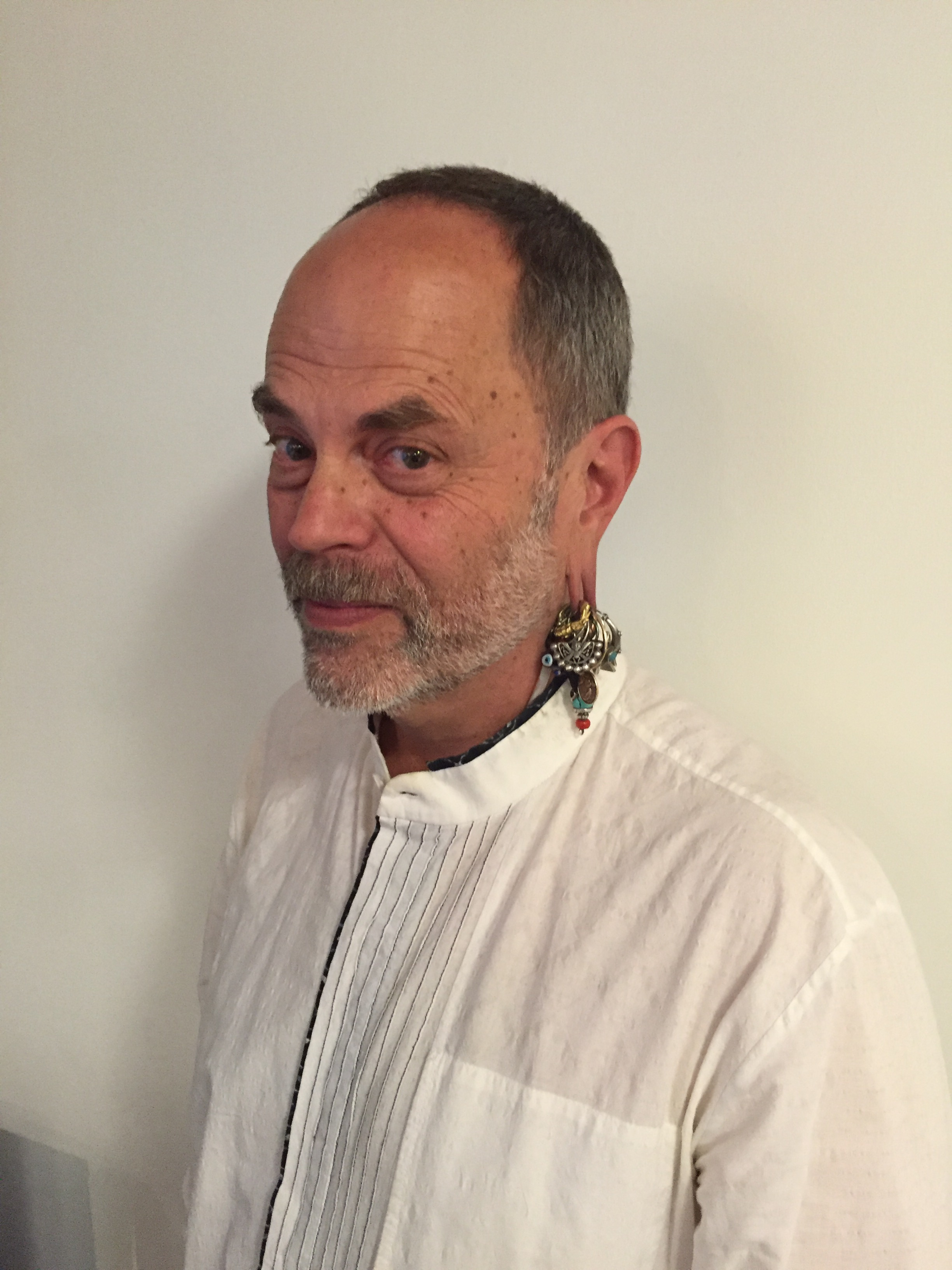
ハリソン・ハイタワー三世のモデルとなったジョー・ロード。

## 経歴
1835年 - アメリカ合衆国ニューヨーク生まれ。利己的で徹底した秘密主義者。長年、U.S.スチームシップカンパニー社長であるエンディコット三世と確執をもっている。
父親は、1828年に「ハイタワー＆カンパニー」(のちの「ハイタワー・インダストリーズ」) を設立したハリソン・ハイタワー・ジュニアである。
ハイタワー三世はそのうちにニューヨーク一の富豪になった。そして世界各地を冒険し、文化的遺産を収集するようになった。
1892年 - ホテルハイタワー(Hotel Hightower)がオープンした。このホテルは彼が世界各地をめぐって収集した膨大なコレクションを収め、自らの偉大さを誇示するために建設された。ホテルハイタワーのエントランスには、ハイタワー三世自身の姿とシェイクスピアの戯曲『ウィンザーの陽気な女房たち』第二幕第二場の台詞"The World is mine oyster which I with sword will open."が描かれたステンドグラスがある。なお、英語表現で"the world is one's oyster"は「世界を意のままにする」という慣用句である。
1899年 - アフリカ大陸にあるコンゴ川にて、ムトゥンドゥ族から呪いの偶像「シリキ・ウトゥンドゥ」（ムトゥンドゥ族の言葉で災いを信じよという意味）を手に入れた（正式に譲り受けたのではなく、譲渡を渋る態度を見せたムトゥンドゥ族を脅しつけて強奪したもの。実際は呪いを信じていたムトゥンドゥ族に強奪する様に誘導される形で押し付けられたのだが、ハイタワー3世はそれに気づいていなかった）。なお、入手したシリキ・ウトゥンドゥはハイタワー3世ではなく彼の執事であったスメルディング氏によって、ニューヨークまで運ばれた。
1899年 - ヘンリー・ミスティック卿の屋敷で開かれた自身も加盟する組織、「探検家&冒険家協会」（ソサエティー・オブ・エクスプローラーズ・アンド・アドベンチャラーズ（S.E.A.））の会合へシリキ・ウトゥンドゥを携え参加。その際のメンバーの集合した様子の絵が「ミスティック・マナー」（香港ディズニーランド）に飾られている。
1899年12月31日 - ホテルハイタワーにてニューイヤーパーティを開催。この時に開いた記者会見において、入手したシリキ・ウトゥンドゥを世間に公開した。記者からシリキ・ウトゥンドゥの呪いについて尋ねられると、「呪いの偶像だと？ 馬鹿馬鹿しい！」と一笑に付す。その後、ハイタワーの最上階にある自分のオフィスへ持ち込むため、エントランスのエレベーターに乗った姿が目撃されている。同日23時59分-ホテルハイタワーに緑色の雷が落ちた事が確認され、ホテルハイタワーは停電。ハイタワー3世とシリキ・ウトゥンドゥを乗せたエレベーターは制御不能となり落下。
1900年1月1日0時0分 - 失踪。事故現場となったエレベーターからは無傷のシリキ・ウトゥンドゥとハイタワー3世が被っていたトルコ帽子のみが見つかり、ハイタワー3世は見つからなかった。
その後、ホテルハイタワーが営業停止になるなどハイタワー三世が築き上げたビジネスは衰退し、ライバルであったエンディコット三世の会社に吸収される。後にホテルハイタワーを取り壊し「エンディコット・グランド・ホテル」を建設する計画が立ち上がるも、失敗に終わっている。
現在は、ハイタワー三世の子孫が「ハイタワー・コーポレーション」を運営しており、代表は、ギデオンフロストという人物である。